# Carta de Smith

Carta de Smith

La carta de Smith és un tipus de nomograma, usat en enginyeria elèctrica, que mostra com varia la impedància complexa d'una línia de transmissió al llarg de la seva longitud. S'usa sovint per simplificar l'adaptació de la impedància d'una línia de transmissió amb la seva càrrega. La carta de Smith és un diagrama polar especial que conté cercles de resistència constant, cercles de reactància constant, cercles de relació d'ona estacionària constant i corbes radials que representen els llocs geomètrics de desfasament en una línia de valor constant, s'utilitza en la resolució de problemes de guies d'ones i línies de transmissió.

## Origen

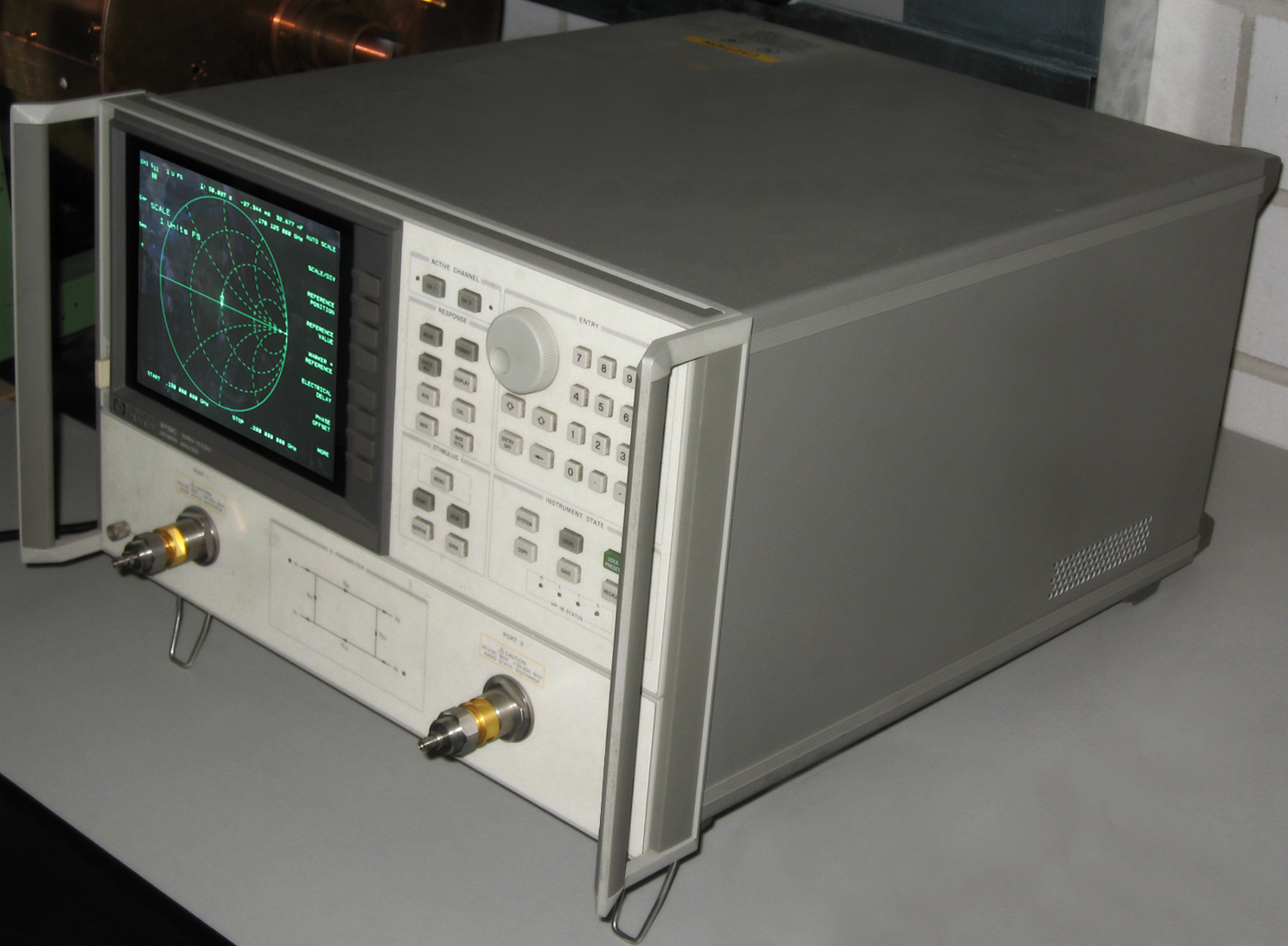
Presentació de resultats en un analitzador de xarxes.

Va ser inventada per Phillip Smith a 1939 mentre treballava per Bell Telephone Laboratories, encara que l'enginyer japonès Kurakawa va inventar un dispositiu similar un any abans. El motiu que tenia Smith per fer aquest diagrama era representar gràficament les relacions matemàtiques que es podien obtenir amb una regla de càlcul.
La carta de Smith va ser desenvolupada en els Laboratoris Bell. A causa dels problemes que tenia per calcular l'adaptació de les antenes a causa del seu gran mida, Smith va decidir crear una carta per simplificar el treball. De l'equació de Fleming, i en un esforç per simplificar la solució del problema de la línia de transmissió, va desenvolupar la seva primera solució gràfica en la forma d'un diagrama rectangular.
Phillip persistir en el seu treball i el diagrama va ser desenvolupat gradualment amb una sèrie de passos. La primera carta rectangular fou limitada per la gamma de dades que podria acomodar. El 1936 va desenvolupar un nou diagrama que va eliminar la majoria de les dificultats. La nova carta era una manera coordinada polar especial en la qual tots els valors dels components de la impedància podrien ser acomodats.
Les corbes del quocient constant de l'ona de la situació, de l'atenuació constant i del coeficient de reflexió constant eren tots els cercles coaxials amb el centre del diagrama. Les escales per a aquests valors no eren lineals, però eren satisfactòries. Amb el temps la gent que treballa en aquest àmbit va proposar les cartes per solucionar problemes de les línies de transmissió.

## Usos de la carta de Smith
La carta de Smith és una eina gràfica utilitzada per a relacionar un coeficient de reflexió complex amb una impedància complexa. Es pot utilitzar per a una varietat de propòsits, incloent la determinació de la impedància, l'adaptació de la impedància, l'optimització del soroll, l'estabilitat i d'altres. La carta de Smith és una enginyosa tècnica gràfica que virtualment evita totes les operacions amb nombres complexos. Per exemple, es pot determinar la impedància d'entrada a una línia de transmissió donant la seva longitud elèctrica i la seva impedància de càrrega.
El resultat important és el fet que el coeficient de reflexió de tensió i la impedància d'entrada a la línia normalitzada en el mateix punt de la línia, estan relacionats per la carta de Smith. A la part exterior de la carta hi ha diverses escales. A la part exterior de la carta està una escala anomenada "angle de coeficient de reflexió en graus", a partir d'aquesta es pot obtindre directament el valor de l'argument del coeficient de reflexió.
Un parell d'escales molt important són les que relacionen la longitud de la línia de transmissió des de l'inici amb el coeficient de reflexió. Una d'aquestes dues escales està a la banda esquerra de la carta de Smith i l'altra corre en el sentit de les agulles del rellotge, aquesta s'anomena wavelengths toward generator (longituds d'ona cap al generador), la qual cosa indica que si s'utilitza aquesta escala s'estarà avançant cap al generador, cap a l'entrada de la línia. L'altra escala va en sentit contrari de les agulles del rellotge i s'anomena  wavelenghts toward load  (longituds d'ona cap a la càrrega), això indica que, si s'utilitza aquesta escala, s'estarà avançant cap a la càrrega o final de la línia.
En el fons de la carta hi ha un conjunt de diverses escales, una de les quals s'anomena  Reflection coeff. Vol  (Coeficient de reflexió del voltatge). Si es mesura la longitud del vector, traçat sempre des de l'origen, es pot utilitzar aquesta escala per conèixer la magnitud del coeficient de reflexió del voltatge.

## Precisió de la carta
L'escala angular en la vora té divisions d'1/500 d'una longitud d'ona (0,72 graus) i l'escala del coeficient de reflexió es pot llegir a una precisió de 0,02, de manera que es demostra que és absolutament suficient per a la majoria dels propòsits. Per exemple, si la longitud d'ona en cable coaxial en 1 GHz és 20 centímetres, la carta de Smith localitza la posició al llarg del cable a 20/500 centímetres o 0,4 mm i resulta clar a qualsevol persona que ha manejat el cable en l'1 GHz que no pot ser tallat a aquesta precisió.
Si cal més precisió, una secció engrandida de la carta es pot fer fàcilment amb una fotocòpia.
NOTA: La carta és periòdica amb la longitud elèctrica, de periodicitat circular {\displaystyle lambda/2}

## Avantatges
Aquesta carta és una representació gràfica directa, en el pla complex, del coeficient de reflexió complex. És una superfície de Riemann, en què el coeficient de reflexió és cíclic, repetint cada mitja longitud d'ona al llarg de la línia. El nombre de mitges longituds d'ona es pot representar per un valor de reactància. Pot ser utilitzat com a calculadora de la impedància o de l'admitància, només donant la volta 180 graus (simetria amb l'origen).
L'interior del cercle unitat representa el cas de reflexió d'un circuit passiu (en l'origen no hi ha reflexió i a la vora, ρ = 1, la reflexió és completa), pel que és la regió d'interès més habitual. El moviment al llarg de la línia de transmissió sense pèrdues dona lloc a un canvi de l'angle, i no del mòdul o del radi de gamma. Així, els diagrames es poden fer fàcil i ràpidament.
Moltes de les característiques més avançades dels circuits de microones es poden representar sobre la carta de Smith com cercles, per exemple, les regions de la figura de soroll i d'estabilitat dels amplificadors. El "punt a l'infinit" representa el límit de l'augment molt gran de la reflexió i, per tant, mai necessita ser considerat per als circuits pràctics. Una projecció simple del lloc geomètric de la impedància (o admitància) en el diagrama sobre l'eix real dona una lectura directa del coeficient d'ona estacionària (ROE o VSWR) a través de l'escala inferior corresponent.

## Carta Esfèrica de Smith
Per formar la carta esfèrica de Smith, és necessari embolicar amb el domini sencer d'impedàncies la superfície d'una esfera.
L'origen (x, y, z) queda en (-1,0,0). On els eixos xiy es feien infinit positiu i negatiu coincideixen en el punt (1,0,0). L'hemisferi z> 0 conté impedàncies amb part real positiva, l'hemisferi z <0 conté termes de resistència negativa. L'hemisferi i> 0 conté les impedàncies inductives, l'hemisferi i <0 conté les impedàncies capacitives.
Es poden reprensentar línies de resistència i reactància constants, formant una sèrie de cercles entrecreuats que comencen i acaben en el punt (1,0,0). Representant aquestes línies per a altres valors de resistència i reactància donaria lloc a una carta de Smith similar a la carta en 2D.

## Conclusió
La carta de Smith és una relació gràfica entre la impedància d'entrada normalitzada i el coeficient de reflexió del voltatge en el mateix punt de la línia, i que utilitzant la carta s'eviten els laboriosos càlculs amb nombres complexos per conèixer la impedància d'entrada a la línia o el coeficient de reflexió, pel que són de molta utilitat en l'acoblament de les línies de transmissió i en el càlcul de l'invers d'un nombre complex.
Avui en dia, quan els mètodes numèrics de càlcul són d'ús comú, la carta de Smith ha passat de ser un mètode de càlcul a representar gràfica i intuïtivament la corba d'impedància dels dispositius en funció de la freqüència. D'un cop d'ull es pot apreciar la proximitat a l'origen d'aquesta corba. Tant els programes de simulació com els instruments de mesura poden presentar els resultats a la carta de Smith.